# 上尉
上尉（英語：Captain）是军队的职衔，在中尉之上，少校之下。
「上尉」一詞在漢語中的使用，最早可追溯至民國初年，南京臨時政府設置的軍階。「尉」在古代是武官職稱，如縣有縣尉，朝廷有「中尉」；三公中有「太尉」。
在少数国家，存在大尉军衔，作为上尉的更高一级军衔。在數國軍隊中，陆军以及空軍、海軍陸戰隊的上尉英譯為captain，海军上尉称为lieutenant。英国皇家空军上尉则特稱flight lieutenant。日本自衛隊相當於上尉的階級簡稱「1尉」，依軍種分為「1等陸尉」、「1等海尉」及「1等空尉」，大韓民國國軍、越南共和国军、朝鲜人民军和越南人民军的上尉軍階則稱做（對應漢字為大尉）。

## 中華人民共和國
中国人民解放军上尉则根据条例，可以担任从副连职军官、正连职军官和副营职军官，其中陆军和空军上尉的英文翻译为“Captain" （缩写CPT）, 而海军上尉为“Lieutenant” （缩写LT）。 在1955年军衔制度中则担任副连职军官与正连职军官，其中陆军和空军上尉的英文翻译为“Senior lieutenant" （缩写SLT，俄文原文“Старший лейтенант”），而海军上尉为“Second lieutenant” （缩写2LT，俄文原文与陆军和空军同为“Старший лейтенант”)。

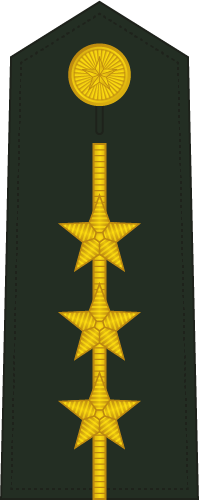
中國人民解放軍陸軍上尉肩章
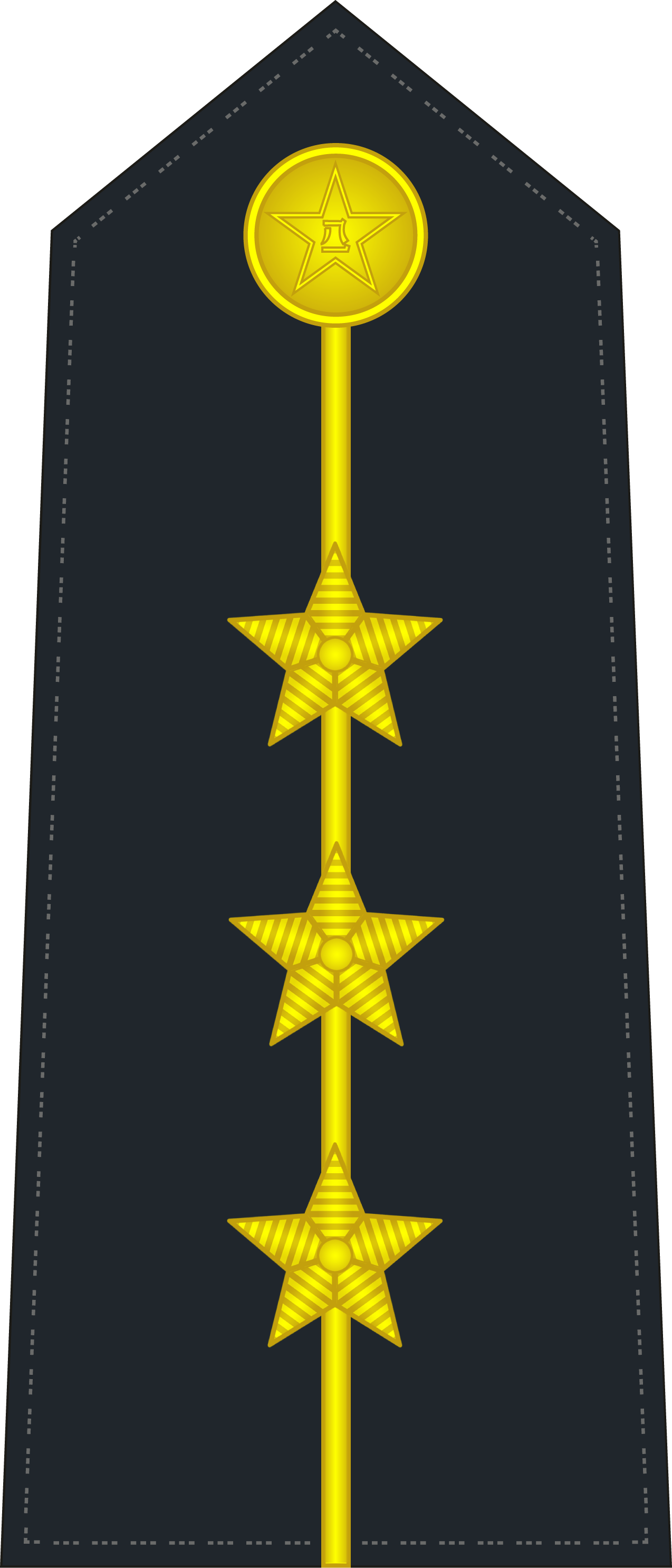
中國人民解放軍海軍上尉肩章
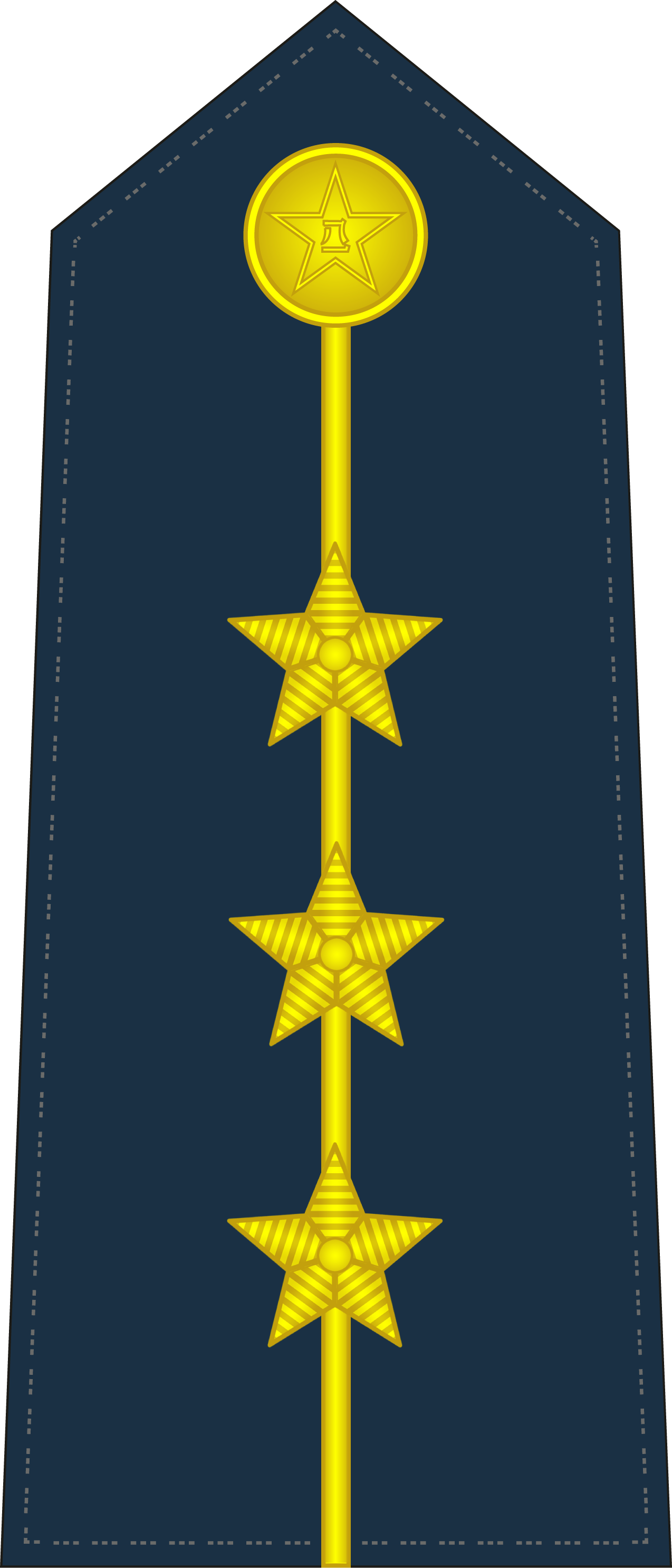
中國人民解放軍空軍上尉肩章

## 中華民國
中華民國國軍
- 國防部本部及直屬機關：參謀
  - 全動署：科員
- 三軍司令部：參謀
- 國安會及附屬機關：設計師、研究助理、組（科）員、助理設計師
- 陸軍：連長、副連長、營輔導長（佔缺）
- 海軍：補給長、飛彈快艇艇長、艦務官、反潛長、修護長、損管官、保防官
- 空軍：飛官、分隊長
- 三軍官校及國防大學：隊長、助教、教官、軍醫官

海洋委員會海巡署
- 分署：所長、分隊長、科員、小隊長、技士、技佐、助理員

中華民國陸軍上尉肩章
中華民國海軍上尉肩章及袖章
中華民國海軍陸戰隊上尉肩章
中華民國空軍上尉肩章
中華民國海洋委員會海巡署薦任六職等、警正四階、上尉肩章

## 美國
美國陸軍上尉通常擔任連長，或者營/中隊的參謀。
美國海軍陸戰隊上尉通常在營/中隊（航空）、團/航空大隊（MAG或MACG）或 MAGTF（MEU 和 MEB）中擔任參謀，並且可能有機會指揮連、砲台（由6-8門榴彈砲或6-9門火箭炮組成）（砲兵和防空）或各種支隊，具有指揮官的頭銜。在海軍陸戰隊突襲團中，一名擁有“隊長”頭銜的上尉指揮著一支14人的海軍陸戰隊特種作戰小組 (MSOT)。海軍陸戰隊上尉還擔任步兵營武器連和其他一些較大的戰鬥後勤和航空支援單位的執行官（即副指揮官）。海軍陸戰隊上尉也擔任飛機和空中任務指揮官、飛機部門和師領導、航空維修部師官，以及各種作戰後勤和航空支援職能部門和參謀部門的負責人 (OIC)。

美國空軍上尉肩章
美國陸軍上尉肩章
美國海軍上尉肩章
美國海軍陸戰隊上尉肩章

## 英國
英国陆军上尉主要担任副连长的职务。

英國陸軍上尉肩章